# پیسلی (اورگن)
پیسلی (به انگلیسی: Paisley) شهری در شهرستان لیک ایالت اورگن است و در سرشماری سال ۲۰۱۱ میلادی، ۲۴۳ نفر جمعیت داشته که نسبت به سال ۲۰۱۰، ۰٫۸۲ درصد رشد جمعیت داشته‌است.

## موقعیت جغرافیایی
موقعیت جغرافیایی شهرها و مناطق اطراف به شرح زیر است: